# Municipio de Canton (Ohio)
El municipio de Canton (en inglés: Canton Township) es un municipio ubicado en el condado de Stark en el estado estadounidense de Ohio. En el año 2010 tenía una población de 13102 habitantes y una densidad poblacional de 224,24 personas por km².

## Geografía
El municipio de Canton se encuentra ubicado en las coordenadas 40°45′20″N 81°21′34″O / 40.75556, -81.35944. Según la Oficina del Censo de los Estados Unidos, el municipio tiene una superficie total de 58.43 km², de la cual 58.04 km² corresponden a tierra firme y (0.66%) 0.39 km² es agua.

## Demografía
Según el censo de 2010, había 13102 personas residiendo en el municipio de Canton. La densidad de población era de 224,24 hab./km². De los 13102 habitantes, el municipio de Canton estaba compuesto por el 92.41% blancos, el 5.05% eran afroamericanos, el 0.44% eran amerindios, el 0.28% eran asiáticos, el 0.02% eran isleños del Pacífico, el 0.15% eran de otras razas y el 1.65% pertenecían a dos o más razas. Del total de la población el 0.98% eran hispanos o latinos de cualquier raza.